# 遠軽町立遠軽中学校
遠軽町立遠軽中学校（えんがるちょうりつ えんがるちゅうがっこう）は、北海道遠軽町に所在する公立中学校。

## 概要
部活動では吹奏楽とマーチングバンドが盛んで、北海道代表として全国大会にも出場している。
全国的にも珍しい民間の児童自立支援施設として1914年に創設された北海道家庭学校内に、2009年から「望の岡分校」を設置している（遠軽東小学校望の岡分校と併置）。

## 沿革
- 1947年（昭和22年）4月 - 遠軽中学校が創設
- 1948年（昭和23年）10月1日 -  帝国製麻会社から用地を譲渡。代金は遠軽中学校PTAが支払い、町に寄贈
- 1949年（昭和24年）4月 - 第一期工事の校舎が完成し、8学級を収容。同年秋にグランドが完成し、運動会を開催する
- 1951年（昭和26年）4月 - 分散授業が解消
- 1954年（昭和29年）6月 - 校旗の寄贈を受ける
- 1955年（昭和30年） - 野球部が全道少年野球大会で優勝
- 1961年（昭和36年）4月1日 - 下社名渕中学校を統合
- 1955年（昭和30年） - 野球部が全道少年野球大会で優勝
- 1976年（昭和51年）3月 - 新校舎が完成
- 1976年（昭和51年） - 柔道部が北海道代表として全国に出場
- 1981年（昭和56年）4月 - 社名渕中学校を統合。遠軽町立南中学校が開校により通学区域を分離
- 2009年（平成21年）4月 - 望の岡分校を開校

## 通学区域
通学区域は以下の通り
- 大通南1、2、3、4丁目
- 岩見通南1、2、3、4丁目
- 1条通南1、2、3丁目、2条通南1、2丁目
- 大通北1、2、3、4、5、6、7、8、9、10、11丁目
- 岩見通北1、2、3、4、5、6、7、8、9、10、11丁目
- 1条通北1、2、3、4、5、6、7、8、9、10丁目
- 2条通北1、2、3、4、5、6、7、8丁目
- 西町1、2、3丁目、宮前町、清川、丸大
- 学田1、2、3、4、5丁目
- 白竜、千代田、社名渕、美山、若松、見晴、留岡

## 著名な出身者
- 西村優希（プロ野球選手）